# Personaggi de La storia infinita
In questa pagina sono descritti i principali personaggi e le principali razze del romanzo di Michael Ende La storia infinita.

## Personaggi

### Atreiu
Atreiu (Atréju) è un membro del popolo dei Pelleverde, a cui l'Infanta Imperatrice affida il compito di salvare Fantàsia (la città); assieme a Bastiano, è il protagonista del romanzo. Atreiu era un ragazzo di circa 10 anni a cui era stato affidato l'Auryn e il compito di salvare l'Infanta Imperatrice dalla morte trovando un nuovo nome. 

### Bastiano Baldassarre Bucci
Bastiano Baldassarre Bucci (nell'originale tedesco Bastian Balthasar Bux, ripreso poi nelle trasposizioni) è un bambino che segue le vicende di Atreiu leggendo il romanzo in cui sono narrate per tutta la prima parte del libro, divenendo poi egli stesso protagonista nella seconda. Nei film e nella serie a cartoni il suo nome non è stato tradotto e viene quindi chiamato Bastian. L'aspetto di Bastiano cambia notevolmente tra la prima e la seconda parte del libro. Nei capitoli I-XII (introduzione compresa), è descritto infatti come un "ragazzino piccolo e grassoccio, di forse dieci, undici anni". Impacciato e innamorato dei libri, i cui personaggi sono i suoi unici amici, Bastiano si lamenta spesso di non avere un fisico adatto a un eroe e ha il terrore di esserne deriso. Tale convinzione, tra l'altro, lo blocca più volte quando l'Infanta Imperatrice lo implora di salvarla venendo a Fantàsia. Nel XIII capitolo (Perelun, il Bosco Notturno), avviene però un radicale mutamento. Bastiano è un bambino goffo e impacciato, finché non prende, senza chiedere il permesso, un libro in una libreria. Tale libro sembra esercitare su di lui una strana attrazione. Per leggerlo, dovrà rintanarsi nella vecchia e buia soffitta della sua scuola, dove rimarrà fino a notte fonda. Durante la lettura si accorge però che nel libro vengono citate alcune sue caratteristiche, fino ad arrivare al suo nome e cognome. Da quel momento verrà evocata l'Infanta Imperatrice, e lui la chiamerà, dandole un nome nuovo: Fiordiluna. Allora entrerà lui stesso a far parte della storia, per salvare Fantàsia. Andrà in un bosco notturno, poi in un deserto, in tante città finché vorrà rivedere Fiordiluna. Si autonominerà Infante Imperatore di Fantàsia, fatto che non piacque a tutti. Poi sarà abbandonato a sé stesso, verrà nella Città degli imperatori, da cui sfugge, infine tornerà sulla Terra con l'aiuto dell'amico Atreiu.

### Cairone
Cairone (Caíron) è un centauro, per metà uomo dalla pelle color ebano e per metà zebra, con barba e capelli bianchi; è il più famoso ed esperto dei medici chiamati al capezzale dell'Infanta Imperatrice, ma nemmeno lui riesce a guarirla dal suo male. L'Imperatrice gli affida l'amuleto Auryn, e lo manda a cercare Atreiu perché parta per la "Grande Ricerca", con lo scopo di salvare Fantàsia. Giunto, stremato, dove abitano i Pelleverde, informa Atreiu del suo compito e gli affida Auryn. Il romanzo dice che Cairone non tornerà mai alla Torre d'Avorio, vivendo invece altre avventure, di cui però non si dà conto. 
Nel film La storia infinita viene rappresentato non come un centauro, ma come un uomo con fattezze da pesce; è interpretato da Moses Gunn e doppiato, nella versione italiana, da Andrea Bosic; in Tales from the Neverending Story è invece interpretato da Tyrone Benskin. Il suo nome deriva probabilmente da quello del centauro della mitologia greca Chirone.

### Carlo Corrado Coriandoli
Carlo Corrado Coriandoli (Karl Konrad Koreander) è il proprietario della libreria in cui, all'inizio della storia, Bastiano si rifugia per sfuggire ai bulli. Il suo nome sono le prime parole che appaiono nel libro, scritte al contrario poiché si tratta dell'insegna del suo negozio vista da Bastiano dall'interno del negozio stesso.
Viene descritto come un vecchio piuttosto grasso, abbigliato con un completo e un panciotto a fiori, intento a fumare la pipa, scorbutico e insofferente ai bambini. Quando Bastiano si rifiuta di uscire dal negozio, lo sottopone a un impietoso interrogatorio sui rapporti coi suoi compagni, mettendo in evidenza le sue debolezze. Distratto da una telefonata che lo spinge nel retro del negozio, lascia incustodito il volume che stava leggendo, La storia infinita, che Bastiano gli sottrae. Al termine del suo viaggio nel regno di Fantàsia, Bastiano si reca da lui per rendergli il libro; sorprendentemente, lo trova amichevole e comprensivo, e scopre che anche lui era stato più volte nel Regno di Fantàsia, incontrando anch'egli l'Infanta Imperatrice e di averle dato anche lui un nome.
Coriandoli in verità voleva che lui prendesse il libro e lo leggesse, spiegando infine, che anche lui ha qualche amico a Fantàsia, e che il fatto che un terrestre sia riuscito a trovare un amico a Fantàsia è una cosa speciale; prima di salutarsi, invita Bastiano a tornare da lui in biblioteca per raccontarsi a vicenda le avventure che entrambi hanno avuto a Fantàsia.
Dato che Carlo Corrado Coriandoli, come Bastiano, è riuscito a fare ritorno dal mondo di Fantàsia, anch'egli è uno di quelli che si è immerso nelle Acque della Vita. È probabile che un giorno Bastiano e Coriandoli faranno ritorno insieme a Fantasia, per rivedere tutti i loro amici.
È interpretato da Thomas Hill ne La storia infinita e La storia infinita 2, e da Freddie Jones (doppiato da Renato Mori in italiano) ne La storia infinita 3; nella serie animata è doppiato in originale da Chris Wiggins, ed è rappresentato come più gentile, svolgendo inoltre un ruolo maggiore anche all'interno di Fantàsia, dove è un mago noto con il nome di "la Curiosità".

### Donna Aiuola
Donna Aiuola (Dame Aiuóla) è una donna materna e premurosa che vive nella Casa che Muta, e si prende cura di Bastiano dopo che questi ha attraversato il Mare delle Nebbie. Donna Aiuola spiega a Bastiano che gli abitanti di Fantàsia amano in modo diverso da come amano i terrestri, e gli rivela l'esistenza di un'antica profezia secondo la quale un giorno molti terrestri sarebbero giunti a Fantàsia, facendo conoscere l'amore ai suoi abitanti; in quel momento, il mondo degli uomini e quello di Fantàsia si sarebbero uniti diventando una cosa sola.
La vita di Donna Aiuola segue il ciclo delle stagioni: quando Bastiano la incontra, Donna Aiuola è in piena fioritura, e sul suo cappello crescono piante e frutti, mentre la mattina in cui Bastiano parte, trova Donna Aiuola profondamente addormentata, con un aspetto arido e rinsecchito. Ad ogni ciclo, la Donna Aiuola che rifiorisce è un altro individuo rispetto a quella che era appassita, quindi ogni Donna Aiuola è madre e figlia di sé stessa.

### Enghivuc e Urgula
Enghivuc (Engywuck) e Urgula (Urgl) , detti "i Bisolitari", sono un'anziana coppia di piccoli omini bisticcioni che vive su un'altura nei pressi dell'Oracolo Meridionale; Urgula, esperta guaritrice, si prende cura di Atreiu e Fùcur quando giungono lì dopo essersi teletrasportati dal Profondo Abisso. Enghivuc è uno studioso che per quasi tutta la sua vita ha cercato di risolvere l'enigma dell'Oracolo Meridionale, con lo scopo di scrivere un libro sull'argomento e diventare lo gnomo più famoso di tutti. Dopo aver spiegato ad Atreiu tutto ciò che sa sull'Oracolo Meridionale, Engywuck gli fa promettere di raccontargli tutto su Uyulala se fosse riuscito ad incontrarla.
Quando Atreiu torna dall'Oracolo e spiega alla coppia che esso è stato inghiottito dal Nulla, Engywuck è delusissimo dall'aver perso l'oggetto di tanti anni di studi. I due lasciano la loro casa per trasferirsi altrove. Nel libro si specifica che, per altri motivi, Engywuck riuscirà poi in effetti a diventare famoso.
Nel film La storia infinita 3, dopo gli eventi dell'Oracolo Enghivuc e Urgula si sono trasferiti in una foresta; la loro casa viene danneggiata da Bastiano quando questi ritorna a Fantàsia, e poi completamente distrutta dai bulli che stanno intervenendo nella trama del libro. I due si mettono in viaggio con Bastiano, Fùcur e il troll di corteccia, ma finiscono sulla Terra, in Alaska, a causa del sovraccarico di desideri di Bastiano e degli altri. Riescono alla fine a riunirsi ai loro amici e a fare ritorno a casa.
Sono interpretati da Sydney Bromley e Patricia Hayes ne La storia infinita, e da Tony Robinson e Moya Brady ne La storia infinita 3; Marcello Mandò dà la voce a Enghivuc nella traduzione italiana del primo film, mentre Stefanella Marrama la dà a Urgula nel terzo. Sono doppiati da Wayne Robson e Barbara Byrne nell'originale inglese della serie animata.

### Fùcur
Fùcur (Fuchur) è un Drago della Fortuna che salva Atreiu dalle paludi della tristezza e diventa suo compagno di viaggio. Nella sua prima apparizione,  si trova intrappolato nella ragnatela di Ygramul, in procinto di essere divorato, quando Atreiu giunge sul posto. Per aiutarlo nella sua missione di salvare l'Infanta Imperatrice, Ygramul rivela ad Atreiu che il suo morso dà alla vittima il potere di teletrasportarsi ovunque desideri: anche Fùcur apprende la cosa, e si teletrasporta via assieme ad Atreiu, arrivando alla casa di Enghivuc e Urgula, dove viene curato da quest'ultima. Successivamente, per tutto il resto dell'avventura, Fùcur funge da cavalcatura e fidato compagno di Atreiu; i due vengono brevemente separati durante una tempesta, dopo l'incontro con i Giganti del Vento; Fùcur ritrova l'amuleto Auryn, perso da Atreiu, in fondo al mare, e rischiando la vita si tuffa tra le onde per recuperarlo; dopodiché riesce a ritrovare Atreiu nella Città dei Fantasmi e lo salva appena prima che venga inghiottito dal Nulla. Quando Bastiano arriva a Fantàsia, come Atreiu Fùcur lo segue nel suo viaggio verso la Torre d'Avorio, ma a causa delle manipolazioni di Xayde Bastiano finisce per allontanarli; Atreiu e Fùcur allora assediano la torre con un esercito di ribelli, interrompendo l'incoronazione di Bastiano come imperatore. La battaglia viene vinta ma Atreiu viene gravemente ferito da Bastiano, così Fùcur lo porta in salvo. Bastiano li ritrova quando, ormai dimentico anche della sua stessa identità, sta cercando l'ingresso per le Acque della Vita. Deposto L'Auryn, Bastiano in compagnia di Atreiu e Fùcur giungono alle Acque della Vita, protette dai due serpenti bianco e nero che si mordono la coda mantenendo così l'equilibrio. Qui Fùcur mostra una delle sue più grandi capacità in quanto drago della fortuna; riuscendo a comunicare con i serpenti, comprendendo cosa essi dicono, spiegando infine che tutte le voci della gioia sono imparentate fra loro. Dopo avere aiutato Bastiano ad avere riacquistato la memoria e la sua identità, Fùcur e Atreiu si preparano a svolgere le sue storie lasciate incompiute, commentando che la sua fortuna li aiuterà a concludere. Il nome originale Fuchur deriva dalla parola giapponese Fukuryū (福竜/福龍) "fortuna-drago"). 

### Graogramàn
Graogramàn (Graógramán), il cui nome significa "la Morte Multicolore", è un grande leone signore del deserto di Goab. È la creatura più terribile di Fantàsia (nata dal desiderio di Bastiano di vivere una grande avventura), poiché dovunque vada porta il deserto, e nessuno può sopravvivere in sua presenza. Il suo pelo prende il colore della sabbia su cui si posa. Ad ogni tramonto, Graogramàn si pietrifica e muore e il deserto smette di esistere, lasciando spazio al bosco notturno di Perelun, per poi rinascere, all'alba, insieme al deserto in un ciclo continuo. Quando Bastiano gli rivela questa cosa - prima Graogramàn non sapeva perché doveva morire e rinascere ogni notte - afferma: "Ora capisco che la mia morte è portatrice di vita e la mia vita portatrice di morte e che entrambe le cose sono giuste. Adesso comprendo finalmente il senso della mia esistenza".
Nella serie animata, la sua voce è data da Gary Crawford.

### Icrione, Isbaldo e Idorno
Icrione, Isbaldo e Idorno (Hýkrion, Hýsbald e Hýdorn) sono tre cavalieri che accompagnano Inrico e Oglamàr ad Amarganta per partecipare al torneo (il cui scopo era trovare abili combattenti che partissero alla ricerca di Bastiano); Bastiano si unisce a loro senza rivelare la propria identità. Icrione eccelle nella forza, Isbaldo in destrezza e Idorno in resistenza, ma nel torneo vengono tutti sconfitti da Inrico, che a sua volta perde contro lo stesso Bastiano. Dopo la fine del torneo, i tre cavalieri decidono di mettersi al seguito di Bastiano sperando che il ragazzo possa dare loro una storia, cosa che non avverrà mai. Durante il cammino verso la Torre d'Avorio, vengono catturati dalla maga Xayde che li rinchiude nelle segrete del suo castello, e vengono liberati da Bastiano. A differenza di Atreiu, non contestano mai le decisioni di Bastiano (non opponendosi nemmeno al perdono di Xayde e all'incoronazione come "Infante Imperatore"). Durante la lunga attesa dell'incoronazione i tre cavalieri, fiaccati dall'inattività, si abbruttiscono, vagando ubriachi per la Torre e molestando tutte le donne; non si tirano però indietro quando si tratta di difendere la Torre d'Avorio dall'attacco dell'esercito di ribelli di Atreiu. Durante la sanguinosa battaglia della Torre d'Avorio, Isbaldo e Idorno sono gravemente feriti, ma i tre cavalieri, insieme ai sopravvissuti del seguito di Bastiano e a Xayde, cercano lo stesso di seguire il loro signore, lanciato a sua volta in un folle inseguimento di Atreiu. Dopo la morte della maga davanti alla Città degli Imperatori, i tre, rendendosi conto di quanto sia inutile l'impresa da loro tentata, lasciano andare il resto del seguito di Bastiano, continuando da soli la ricerca del ragazzo. Tuttavia, indecisi sulla direzione da prendere, Icrione, Isbaldo e Idorno si separano, proseguendo nella loro ricerca per il resto delle loro vite.
Questi personaggi non appaiono nelle varie rese cinematografiche del romanzo; nella serie televisiva Tales from the Neverending Story, Icrione è impersonato da Jasson Finney.

### Infanta Imperatrice
L'Infanta Imperatrice (Die Kindliche Kaiserin) è la sovrana e il "cuore" di Fantàsia, venerata e riverita da tutte le sue creature. Nella serie a cartoni animati e nel terzo film viene chiamata Imperatrice bambina. L'Infanta Imperatrice è la sovrana assoluta del regno di Fantàsia. Tuttavia, ella non esercita in alcun modo il suo potere, né tramite ordini né tramite violenza, lasciando che ogni creatura del suo regno, buona o malvagia che sia, viva liberamente la propria esistenza, che lei non giudica; è tuttavia la sovrana perché è tramite la sua esistenza che il regno stesso e tutte le sue creature possono avere vita. Per questo motivo nessuno, in Fantàsia, arriverebbe mai a rivoltarsi contro l'Infanta Imperatrice o a minacciarla. L'Infanta Imperatrice risiede nella Torre d'Avorio, cuore di Fantàsia. Ha l'aspetto di una bimba di dieci anni, veste di seta bianca, e i suoi capelli sono bianchi, lisci e lunghi come tutta la schiena; le sue sopracciglia sono sottili, gli occhi color oro e i lobi delle orecchie singolarmente allungati. L'autore la definisce "una bambina di indescrivibile bellezza". L'Infanta Imperatrice, personaggio centrale del libro, incarna al massimo grado il senso di Fantàsia come concretizzazione dell'immaginario fantastico: la vita della sovrana non si perpetua nel tempo come quella umana, ma attraverso i nomi, e la sua malattia mortale è un riflesso immediato dell'inaridimento dell'immaginazione umana. Solo un nome nuovo, conferitole da un essere umano, può farla risorgere a nuova vita, e con lei il suo regno. Perché gli abitanti di Fantàsia non sono in grado di creare storie nuove, ma unicamente di riferire il già noto, cioè le storie immaginate dagli uomini: solo uno degli uomini potrà dare un nome nuovo all'Infanta Imperatrice. La quale è nota quindi non tanto per un nome proprio, quanto per i diversi nomi che gli esseri umani le hanno donato nei secoli: tra questi "Occhi d'Oro Sovrana dei Desideri" e "Fiordiluna". Quest'ultimo è il nome scelto per lei da Bastiano. Come molti altri personaggi e luoghi del libro, l'Infanta Imperatrice possiede un suo doppio, una figura a lei opposta, rovesciata, cui tuttavia è legata e da cui acquista, specchiandovisi, il suo senso. Si tratta del Vecchio della Montagna Vagante, con cui si incontra nel capitolo XII. Se l'Infanta Imperatrice è perennemente giovane, il Vecchio della Montagna Vagante è vecchio per l'eternità. L'Infanta Imperatrice è il tramite inevitabile perché tutte le creature di Fantàsia possano giungere all'esistenza, laddove invece il Vecchio è colui che, trascrivendo le vicende del regno nel proprio libro, le consegna alla fissità immutabile del testo scritto, parole morte incapaci di rinnovarsi da sé. Dopo che Bastiano giunge a Fantasia dando all'Infanta Imperatrice il suo nuovo nome (Fiordiluna), essa scompare misteriosamente. Bastiano va alla sua ricerca, ma senza riuscire a trovarla. Quando Bastiano fa ritorno sulla terra, Carlo Coriandoli gli rivela che l'Infanta Imperatrice, può essere incontrata molte altre volte, ma sempre con un nome diverso ogni volta.

### Mork

Mork nel film del 1984 La storia infinita

Mork (Gmork) è un lupo mannaro (creatura che non appartiene a Fantàsia) che si mette sulle tracce di Atreiu quando questi inizia il suo viaggio, con lo scopo di ucciderlo e impedirgli di salvare Fantàsia. Come rivelato in seguito dallo stesso, Mork è al servizio degli esseri che tramano per la distruzione di Fantasia e che si avvalgono del Nulla a tale scopo. Mork giunge in Fantàsia in una brughiera desolata e priva di nome, nell'istante stesso in cui Atreiu parte per la sua Grande Ricerca, e lo insegue quindi attraverso la terra dei Sassafrani, nel tempio della giungla di Muamat, nel Bosco Frusciante, nelle Paludi della Tristezza, e infine all'interno delle Montagne Morte, là dove le tracce di Atreiu si interrompono misteriosamente. All'inizio il suo aspetto è di un essere composto di fumo nero e fuoco, per poi cambiare progressivamente col tempo fino a diventare un licantropo. Vagando alla ricerca di una nuova traccia, Mork capita per caso nella Città dei Fantasmi, capitale del Paese della Mala Genìa, dove viene ricevuto con tutti gli onori dalla principessa delle tenebre, Maya che lo induce, lusingandolo e trattandolo con gentilezza, a rivelarle il proprio compito. Tentando di fermare Mork (dal momento che lei appartiene a Fantàsia, mentre Mork trama per la sua distruzione), la principessa lo addormenta con un filtro e lo fa incatenare con una catena magica, che solo lei può rompere, e poi lo abbandona al suo destino quando la città viene circondata dal Nulla. Qui Mork, ormai moribondo, viene raggiunto proprio da Atreiu e, non riconoscendolo decide di intavolare una conversazione con lui per ingannare il tempo prima della sua vicina dipartita. Gli spiega tutto il meccanismo che lega indissolubilmente il mondo degli uomini a Fantàsia e quale sia l'origine del Nulla. Mork rivela al giovane ragazzo che Fantàsia altro non è che il mondo della fantasia umana. Pertanto ogni suo luogo e creatura nasce dall'immaginazione degli uomini, per tale ragione Fantàsia non ha né un inizio né una fine. 
E poiché tuttavia le persone spesso additano Fantàsia e i suoi abitanti come "menzogne", essi si lasciano sopraffare dalla disperazione e dai problemi del loro mondo. Smettono di immaginare e sognare, e così la loro angoscia forma e alimenta il Nulla. Che cancella ciò che loro considerano "non-necessario". 
Gli rivela anche che ironicamente il Nulla è il solo modo con cui i Fantasiani possono andare nel mondo umano (dal momento che un incontro diretto con gli uomini è normalmente impossibile). Tuttavia quando un abitante di Fantàsia lo attraversa o viene inghiottito da esso, paga un altissimo prezzo. Perdono infatti la loro stessa esistenza e diventano appunto delle "menzogne", che vengono usate dai poteri che dominano gli uomini per comvincerli a seguire i loro ordini e voleri. 
Quando Atreiu gli chiede chi lui sia, Mork afferma di essere un abitante di un mondo sconosciuto. Un "Senza-mondo" che non ha una sua sostanza e che può andare e venire dal mondo umano e quello di Fantàsia a suo piacimento e il suo aspetto cambia in base al luogo in cui finisce: Nel mondo degli umani, ha un aspetto umano, a Fantàsia un lupo mannaro. Non sembra quindi essere in grado di cambiare forma per propria scelta. E si dichiara inoltre geloso degli umani e dei Fantasiani. Poiché lui è costretto a vagabondare senza identità tra i mondi, mentre loro hanno una loro casa. 
A quel punto parla ad Atreiu della sua missione. Vedendo infatti che il nulla stava dilagando senza controllo e che l'Infanta Imperatrice stava morendo, coloro che volevano la distruzione di Fantàsia (chiamati anche "Manipolatori") pensarono che i loro piani si stessero realizzando. Ma quando seppero che la giovane regnante aveva scelto Atreiu come emissario, incaricarono Mork affinché gli impedisse di salvare Fantàsia, in quanto era il solo che potesse trovarlo. Ma avendo perso le sue tracce ed essendo sul punto di morire, il mostro ritiene di aver fallito.
Nel momento in cui Atreiu rivela la propria identità, Mork scoppia in una risata rantolante, pensando che invece la sua missione avrà un successo insperato: ormai la Città dei Fantasmi è circondata dal Nulla, e anche Atreiu non potrà più sfuggirne, dopodiché muore. Nel momento in cui Atreiu, mosso da un impulso inspiegabile, si avvicina alla testa di Mork per toccarla, le fauci di questi gli si serrano automaticamente intorno a una gamba; la morsa delle zanne di Mork sarà disserrata solo quando vengono sfiorate da AURYN. E Atreiu verrà portato in salvo da Fucur prima che il Nulla possa inghiottirlo. 
Mork è un nemico ricorrente nella serie animata, dove appare come un'estensione del Nulla, qui rappresentato come un buco nero dal quale il lupo emerge. A differenza del romanzo e del film, ha il pelo bianco e gli occhi rossi.

### Morla
Morla (Morla) è una vecchissima e gigantesca tartaruga che vive nel centro delle Paludi della Tristezza, e il suo carapace forma il Monte Corno; fatta eccezione per l'infanta imperatrice, essa è la creatura più antica di Fantàsia. Ha l'abitudine di parlare di sé stessa al plurale. Si dice indifferente a tutto ciò che accade nel Regno di Fantàsia, compresa la sua imminente distruzione, ma Atreiu la convince a rivelargli che Uyulala potrebbe conoscere la cura per la malattia dell'Infanta Imperatrice.
Nel film La storia infinita è un maschio, e viene chiamato "l'essere millenario". È doppiata da Pam Hyatt nell'originale inglese della serie animata, e da Robert Jadah nella serie televisiva Tales from the Neverending Story.

### Padre di Bastiano
Il padre di Bastiano rimane anonimo nel romanzo e nel film La storia infinita, mentre è chiamato Barney a partire dal secondo film. È un dentista ed è rimasto vedovo e, da allora, si è dedicato anima e corpo al lavoro per dimenticare il dolore, trascurando però così il rapporto con suo figlio. Quando Bastiano sparisce per leggere il libro preso al signor Coriandoli (sulla terra, il viaggio del ragazzo a Fantàsia dura un solo giorno), si rende conto di quanto il figlio gli manchi. I due si riavvicinano quando Bastiano ritorna dal suo viaggio a Fantàsia.
Nei film successivi al primo la sua storia viene ampliata, ma ciò non trova nessuna corrispondenza nel libro. Ne La storia infinita 2, Barney trova il libro della Storia infinita che Bastiano stava leggendo, e segue le sue avventure leggendolo a sua volta. Riappare nel terzo film, La storia infinita 3, dove però non sembra aver memoria di aver letto il libro; qui si è risposato con una donna di nome Jane, dalla quale ha avuto una figlia, Nicole (che gioca un ruolo di primo piano nel film).
È interpretato da Gerald McRaney nel primo film, da John Wesley Shipp nel secondo e da Kevin McNulty nel terzo, doppiati rispettivamente, nelle versioni italiane, da Emilio Cappuccio, Francesco Pannofino e Michele Gammino. Nell'originale inglese della serie animata la sua voce è invece quella di Geoffrey Bowes.

### Piornakzak, Blubb, Ukuk e Wuswusul
Piornakzak (Pjörnrachzarck), Blubb (Blubb), Ukuk (Ückück) e Wuswusul (Wúschwusul) sono quattro dei numerosissimi messaggeri che, all'inizio del romanzo, da tutta Fantàsia si recano alla Torre d'Avorio per chiedere consiglio all'Infanta Imperatrice, poiché il Nulla sta divorando le loro terre. Blubb, un fuoco fatuo, è la prima creatura di Fantàsia ad essere introdotta nel libro; egli raggiunge gli altri tre messaggeri che si sono già accampati in una radura del Bosco Frusciante: Piornakzak, un mordipietra in sella a una bicicletta di pietra, Ukuk, un minuscolino a cavallo di una velocissima lumaca da corsa, e Wuswusul, un incubino in dorso a un pipistrello. I quattro conversano brevemente tra loro, poi decidono di continuare per la Torre d'Avorio ognuno per conto proprio (improvvisando una gara su chi sarebbe arrivato per primo).
Il primo ad arrivare, inaspettatamente, è Ukuk con la sua lumaca da corsa, seguito da Wuswusul, da Blubb e da Piornakzak; i quattro però scoprono di non essere i soli messaggeri giunti dall'Infanta Imperatrice, e che l'Imperatrice stessa sta male e non riceve nessuno.
Nel libro, si dice che i quattro personaggi stringeranno amicizia durante la loro permanenza alla Torre, dopodiché non vengono più nominati. Nel film La storia infinita, invece, il loro ruolo - in particolare quello di Piornakzak - viene ampliato: Atreiu incontra infatti verso la fine il mordiroccia, il quale ha perso la fiducia in sé stesso per non essere riuscito a salvare i suoi amici, che sono stati inghiottiti dal Nulla; Piornakzak avverte Atreiu di fuggire per evitare tale sorte, dopodiché viene anch'egli inghiottito dal Nulla. Il personaggio viene ulteriormente sviluppato nei sequel cinematografici: in La storia infinita 2 appare suo figlio, e sua moglie è introdotta in La storia infinita 3; in questo film, Mordiroccia Junior è una delle creature di Fantàsia che si trovano disperse sulla Terra a causa dei troppi desideri di Bastiano e dei bulli, causando non pochi problemi a Bastiano. I suoi genitori, rimasti senza il figlio, iniziano a litigare, ma la famiglia è riunita e riappacificata alla fine del film.
Ukuk è interpretato da Deep Roy ne La storia infinita, ma la sua voce è di Frank Lenart nell'originale inglese e di Paolo Lombardi nell'adattamento italiano; nella serie animata è doppiato invece da John Stocker. Wuswusul è interpretato da Tilo Prückner nel primo film, doppiato in italiano da Leo Gullotta. Piornakzak è doppiato da Alan Oppenheimer ne La storia infinita (Giorgio Gusso nella versione italiana), da Gary Martin ne La storia infinita 3 (film nel quale è interpretato da Frederick Warder) e da Harvey Atkin nella serie animata.

### Vecchio della Montagna Vagante
Il Vecchio della Montagna Vagante (Der Alte vom Wandernden Berge) è un uomo vecchissimo che ha il compito di scrivere la Storia Infinita: l'Infanta Imperatrice si reca da lui, nonostante questi cerchi di dissuaderla ricordandole che "l'inizio non può incontrare la fine"; proprio per questo in realtà l'Infanta Imperatrice lo incontra, facendo in modo che la storia continui a ripetersi all'infinito e intrappolando al suo interno Bastiano, che è così costretto a raggiungere Fantàsia stessa.
Non appare nel primo film, comparendo invece nel terzo, La storia infinita 3, dove è interpretato da Freddie Jones; il suo ruolo qui però è diverso: possiede il Grande Libro, che si scrive il futuro da sé, vive in una caverna di cristallo, da cui guarda il mondo tramite uno specchio magico e viene visitato dall'Infanta Imperatrice e dalla sua guardia Grande Testa, cosa di cui è estremamente onorato.

### Xayde
Xayde (Xayíde) è una strega malvagia che si unisce al seguito di Bastiano dopo che questi la sconfigge. Viene descritta come una donna piuttosto alta e molto bella, con una particolare eterocromia (un occhio è rosso e l'altro verde). È fredda, calcolatrice ed abile manipolatrice, ed è in grado di controllare "tutto ciò che è vuoto" con la propria forza di volontà (tanto da utilizzare delle armature vuote come servitori e guardie del suo castello).
Xayde appare per la prima volta nel ventesimo capitolo del romanzo, quando Bastiano e il suo seguito si avventurano tra le orchidee carnivore del Giardino di Oglais. La sua apparizione è frutto del desiderio del ragazzo di essere considerato qualcuno di temibile e pericoloso, infastidito dall'atteggiamento protettivo di Atreiu e Fùcur nei suoi confronti: avvertito della presenza della strega e della sua pericolosità, Bastiano decide di proseguire lo stesso verso il suo castello, Horok. Xayde fa rapire i cavalieri Icrione, Isbaldo e Idorno ricattando Bastiano e ordinandogli di sottomettersi a lei.
Insieme ad Atreiu e Fùcur, Bastiano sconfigge le guardie del castello e libera i cavalieri: vistasi sconfitta, Xayde offre i suoi servigi a Bastiano in cambio del suo perdono. Atreiu e Fùcur cercano di dissuadere l'amico dal fidarsi di lei, ma il ragazzo non sente ragioni e permette a Xayde di unirsi al suo seguito, nonostante la strega avesse già mandato avanti cinque dei propri servitori con la sua lettiga di corallo, lasciando intendere di aver pianificato fin dall'inizio tutta la vicenda.
La strega diventa presto una consigliera fidata di Bastiano, influenzandolo sempre di più e contribuendo ad allontanarlo dai suoi veri amici: dapprima gli fa allontanare la mula Iaia e poi gli dona la cintura Ghemmal, che rende invisibile chi la indossa; grazie ad essa il ragazzo scopre che Atreiu ha intenzione di sottrargli l'amuleto Auryn e, cacciati definitivamente lui e Fùcur, comincia a fidarsi ciecamente di Xayde, il cui scopo è quello di assumere il dominio di Fantàsia, manovrando Bastiano, sempre più privo di una propria identità per la continua perdita di ricordi causata dall'uso di Auryn, come un fantoccio.
Quando il corteo giunge alla Torre d'Avorio, Bastiano è disorientato dall'assenza dell'Infanta Imperatrice, alla quale intendeva chiedere consiglio, e si lascia persuadere da Xayde che la sua vera volontà e il suo destino siano quelli di diventare Imperatore di Fantasia, sottomettendo al proprio volere tutti i popoli del regno. I piani della strega vengono fermati all'ultimo momento da Atreiu, che attacca la Torre d'Avorio con un esercito di ribelli, interrompendo la cerimonia di incoronazione di Bastiano. Nella battaglia seguente Xayde dà fondo alle sue arti magiche, schierando in campo parecchi dei suoi soldati metallici, diversi dei quali equipaggiati con cavalcature anch'esse vuote e metalliche. Tuttavia non riesce a impedire la distruzione della Torre d'Avorio (e della sua lettiga). Provata dalla battaglia, Xayde insegue Bastiano, lanciato in un folle inseguimento di Atreiu, in un ultimo disperato tentativo di portare a termine i propri piani. Tuttavia, trovando le tracce del ragazzo nei pressi della Città degli Imperatori, la strega si rende conto che ormai Bastiano non può più esserle utile. Infuriata, Xayde ordina ai suoi servitori metallici di fermarsi, ma questi le disubbidiscono e la calpestano, fermandosi solo dopo la sua morte.
Nel film La storia infinita 2 è interpretata da Clarissa Burt (doppiata da Maria Pia Di Meo nell'adattamento italiano), e appare con alcune differenze. Ad esempio la sua connessione con ciò che è vuoto è ampliata: oltre alle armature vuote, è in grado anche di controllare un'entità simile al Nulla detta "il Vuoto", che usa per danneggiare Fantàsia e per minacciare l'Infanta Imperatrice; la prima volta che appare, è senza volto; se ne "mette" uno applicandosi una sostanza magica. Differente è anche la maniera in cui muore, ossia quando Bastiano, come suo ultimo desiderlo, chiede che Xayde abbia un cuore: al che lei, non essendo più vuota, sparisce. Nella serie televisiva Tales from the Neverending Story, dove è impersonata da Victoria Sanchez, Xayde è la sorella dell'Infanta Imperatrice (ma rimane sempre l'antagonista principale). Nella serie animata è doppiata da Janet-Laine Green.

### Ygramul
Ygramul, le Molte (Ygramul, die Viele) non è un singolo essere, bensì uno sciame di migliaia di insetti simili a calabroni, che operano come una sola creatura (e sono, di fatto, considerati tale). Abita nel Profondo Abisso, dove tesse gigantesche ragnatele per intrappolare prede di grandi dimensioni (come un Drago nella Fortuna, nel caso descritto dal libro). Può assumere forme diverse a seconda di come si dispongono gli insetti del suo sciame (nel libro sono descritti un ragno, uno scorpione, una mano e un volto ciclopico), ed è in grado di parlare con una voce stridula e metallica. Il morso (o puntura) di Ygramul inietta un veleno che porta alla morte entro un'ora, ma dà anche alla vittima la capacità di teletrasportarsi ovunque desideri; la creatura tiene naturalmente ben nascosto questo segreto, ma accetta di rivelarlo ad Atreiu per permettergli di raggiungere in tempo l'Oracolo Meridionale e poter salvare Fantàsia, facendogli però promettere di non dirlo a nessuno; il ragazzo accetta, e si fa mordere e riesce a raggiungere l'Oracolo; tuttavia il segreto viene udito anche da Fùcur, che Ygramul aveva intrappolato nella sua tela; anch'egli quindi fugge, lasciando il mostro a bocca asciutta.
Nella serie animata la sua voce è data da Marilyn Lightstone.

### Yor
Yor (Yor) è un minatore cieco, che estrae immagini dimenticate dalla miniera di Minroud; nominato una prima volta nel capitolo XVII, compare poi nel capitolo XXV. È un uomo alto e vecchio ma senza barba né rughe, e ha la pelle grigia come pietra. I suoi occhî sono neri, anche se sul loro fondo è possibile scorgere un bagliore quasi impercettibile. Ha inoltre un udito finissimo che gli permette di udire i rumori più fiochi. È taciturno, chiuso e non ama né parlare né ascoltare. Accoglie Bastiano quando questi si ricorda ormai solo del proprio nome. Dato che il ragazzo non riesce a trovare l'immagine giusta fra quelle già estratte da Yor, gli insegna a lavorare nella miniera, in modo che possa cercarla da sé.
Nella serie animata è doppiato da William Colgate.

### Altri personaggi
- Argax (Argax): è una scimmia che fa da guardiano alla Città degli Imperatori.
- Artax (Artax): è il cavallo di Atreiu; è grigio, con zampe lunghe e robuste; è uno dei più forti e veloci destrieri di tutto il Mare Erboso. Appare nel secondo capitolo, quando Atreiu parte con lui per il suo viaggio e nel terzo, quando i due si inoltrano nelle Paludi della Tristezza. Qui, sopraffatto dallo sconforto causato dalla Palude, Artax si lascia morire annegando nelle sabbie mobili della Palude.
- Giganti del Vento: sono gli spiriti dei venti che soffiano dai quattro punti cardinale, e sono in lotta costante per decidere chi di loro è più forte; i loro nomi sono Lirr (nord), Indo (est), Sirik (sud) e Maestril (ovest) (in tedesco Lirr, Baureo, Schirk e Mayestril). Di loro è chiaramente distinguibile solo il viso, poiché il corpo, fatto di vento, è in continuo mutamento. Atreiu interrompe la loro lotta per domandare loro dove sono i confini di Fantàsia, solo per sentirsi rispondere che non esistono.
- Grande Bufalo: è il grande esemplare di Bufalo di Porpora che Atreiu doveva uccidere per diventare un cacciatore; la caccia viene interrotta dall'arrivo di Cairone, così il Grande Bufalo, sopravvissuto, può fungere da "spirito guida" per Atreiu, apparendogli in sogno e indirizzandolo verso le Paludi della Tristezza, dove abita la vecchissima Morla.
- Iaia (Jicha): la mula parlante data a Bastiano da Inrico, Icrione, Isbaldo e Idorno; dato che è metà cavalla e metà asina, afferma, ha capito fin da subito l'identità di Bastiano e non desidera altro che poter essere la sua cavalcatura. Durante la marcia verso la Torre d'Avorio, su suggerimento di Xayde Bastiano la allontana, narrandole di un bellissimo cavallo alato perdutamente innamorato di lei; trovato davvero il suo spasimante, Iaia avrà da lui un figlio, di nome Pataplan.
- Illuàn (Illuàn): un genio con un becco al posto di naso e bocca, che si unisce al seguito di Bastiano mentre viaggia verso la Torre d'Avorio e diventa uno dei suoi servitori più fidati. Muore durante la battaglia contro i ribelli di Atreiu per recuperare la cintura Ghemmal.
- Inrico (Hynreck): un eroe innamorato della bella Oglamàr, che vuole vincere il torneo di Amarganta per far colpo su di lei. Battuto da Bastiano, perde le speranze di conquistarla, così Bastiano fa rapire Oglamàr dal terribile drago Smarg, perché Inrico la possa salvare. L'eroe riuscirà nell'impresa, ma alla fine non sarà più interessato a sposare la bella dama.
- Maya (Gaya) detta "la Principessa delle Tenebre", è la regina del Paese della Mala Genìa; riceve il lupo mannaro Mork e, con l'inganno, lo convince a rivelarle il suo scopo; saputo che trama per distruggere Fantàsia, lo incatena e poi, incapace di resistere all'attrazione del Nulla, va a gettarsi al suo interno assieme ai suoi cortigiani, lasciandolo a morire.
- Rapidino (Nimbly) personaggio presente solo nel secondo film (La storia infinita 2). È un essere simile ad un uccello, che dapprima fa da spia per Xayde e incoraggia Bastiano a esprimere desideri, così da fargli perdere la memoria; in seguito sceglie di passare dalla parte del ragazzo.
- Oglamàr (Oglámar): è una nobile dama che accompagna i cavalieri Inrico, Icrione, Isbaldo e Idorno al torneo di Amarganta. Inrico, suo spasimante, vuole vincere il torneo per ottenere la sua mano. Riesce a sconfiggere tutti i partecipanti, ma viene battuto alla fine da Bastiano, così Oglamàr, delusa, se ne torna a casa. Per fare in modo che Inrico possa riconquistarla, con un desiderio Bastiano la fa rapire dal drago Smarg, che Inrico deve sconfiggere per salvarla; il cavaliere riuscirà nell'impresa, ma alla fine rinuncerà a sposare Oglamàr.
- Querquobad (Quérquobad) detto "il Vegliardo d'Argento", è il Signore della città di Amarganta (nella città regna sempre l'uomo o la donna con il maggiore numero di anni; Querquobad ne ha centosette). È lui che ha organizzato il torneo di Amarganta, a cui partecipa Bastiano.
- Smarg (Smärg): un drago mostruoso che ha rapito la nobile donzella Oglamàr, creato apposta da Bastiano perché possa essere sconfitto dal cavaliere Inrico, spasimante della dama; poiché i desideri di Bastiano hanno effetto retroattivo, del mostro si dice che "porta sciagure già da mille anni". Viene descritto nel diciassettesimo capitolo, con dovizia di particolari, come "uno dei mostri più spaventosi che mai siano esistiti in Fantàsia"; ha ali di pelle viscida dall'apertura di trentadue metri; ha il corpo di un "enorme topo rognoso", coda di scorpione con veleno letale, zampe posteriori di cavalletta e zampe anteriori di neonato, fortissime nonostante l'apparenza; ha un collo lunghissimo che può far rientrare nel corpo, testa da coccodrillo e altre due teste al posto degli occhi, la destra come quella di un uomo anziano, con la quale vede e sente, e la sinistra come quella di una donna anziana, con la quale parla; dalla bocca della testa principale sputa un fuoco gelido che ha anche potere pietrificante. Vive nel Paese di Morgul, dal quale si allontana per compiere scorribande e rapire giovani vergini che mette a lavorare come casalinghe. Inrico riuscirà ad ucciderlo tagliandogli le due teste più piccole con una scure di piombo che sta nelle camere più profonde dove egli dimora, unica arma in grado di ucciderlo.
- Tre-Facce (Tri-Face): personaggio esclusivo del secondo film, dotato di tre facce che cambiano a seconda dell‘umore. È lo scienziato che lavora per Xayde, creando la macchina che priva Bastian della memoria ogni volta che esprime un desiderio con l'AURYN. Nel cartone animato vi è un personaggio simile, chiamato però Tre-Teste.
- Uyulala (Uyulála): è una creatura fatta di solo suono, che vive nell'Oracolo Meridionale (Das Südliche Orakel, tradotto come Oracolo del Sud nel film del 1984); annuncia profezie esclusivamente in rima, così come comprende solo domande interpretate in versi. La sua voce è descritta come "pura come il rintocco di una campana, sottile come la voce di un bambino, ma immensamente triste". Atreiu va da lei per chiederle in quale modo è possibile salvare Fantàsia dal Nulla che avanza. Uyulala risponde che deve essere trovata una persona in grado di assegnare un nuovo nome all'Infanta Imperatrice, e subito dopo viene inghiottita dal Nulla.
- I Sette Poteri (Sieben Mächte): sono i guardiani e i servitori al servizio dell'Infanta Imperatrice. Sono esseri invisibili e intangibili. A differenza di Atreiu, l'infanta imperatrice è in grado di vederli e sentirli. Nulla è rilevato sul loro vero aspetto. Quando l'infanta imperatrice ordina a uno di essi di occuparsi di Atreiu e di portarlo da Fùcur, egli sente di essere sollevato da delle braccia possenti. Quando l'infanta imperatrice inizia il suo viaggio per raggiungere il Vecchio della Montagna Vagante, lascia tre dei sette poteri a vegliare su Atreiu e Fùcur, mentre gli altri quattro si occupano di scortarla. Benché all'apparenza incorporei, i Sette poteri possono agire liberamente sul piano fisico.

## Razze e popoli di Fantàsia
Nel romanzo vengono citati e descritti numerosi popoli e razze; ognuno di essi ha una propria lingua, incomprensibile a membri di altri popoli, ma tutti conoscono una lingua comune, chiamata "altofantàsico", che permette di comunicare tra di loro. Per la sua ambientazione, Ende ha preso in prestito un buon numero di creature e personaggi da varie mitologie, folclori e fiabe, ma ne ha anche create altrettanti di nuovi, incluse specie che constano di un solo membro (almeno da quanto è dato sapere dal libro), come ad esempio Graogramàn. Tra i primi si possono citare fantasmi, vampiri, lupi mannari, gnomi, maghi e streghe, trolli, centauri, unicorni, geni, fuochi fatui, draghi e vari altri. Tre le creature ideate da Ende si possono invece ricordare:
- Acharai (Acharai) e Uzzolini (Schlamuffen): gli Acharai sono esseri creati da Bastiano come parte della storia della città di Amarganta; sono creature di aspetto orribile che vivono nelle caverne vicino alla città. La loro bruttezza è per gli Acharai fonte di così tanta tristezza che piangono in continuazione, e le loro lacrime formano il lago di Muru, che circonda Amarganta; sono inoltre loro che lavorano il particolare argento di cui è composta la città. Quando Bastiano li incontra, accetta la loro richiesta di liberarli dalla loro bruttezza, e li trasforma negli Uzzolini, i "sempre ridenti". Questi sono esseri a forma di farfalla, caotici e molto colorati e privi di qualsiasi disciplina. In principio questa trasformazione li rende felici (anche se non riconoscenti verso Bastiano); ma quando il lago di Amarganta si prosciuga loro non si divertono più, avendo appreso l'importanza delle regole, e impongono a Bastiano di ritrasformarli in Acharai o diventare il loro capo: lui, a corto di desideri e dimentico anche di sé stesso, non può esaudirli, e gli Uzzolini distruggono per ripicca l'immagine che aveva raccolto a Minroud.
- Bufali di Porpora: sono dei bufali dal manto color porpora che vivono nel Mare Erboso; sono grandi circa il doppio di una mucca e dotati di corna molto affilate. Sono cacciati - secondo un rigido codice cavalleresco - dai Pelleverde, per i quali l'uccisione di un Bufalo di Porpora è la prova per diventare cacciatori.
- Cefalopedi o Testapiedi: creature nomadi, composte solo da una grande testa con due gambe sottili.
- Donnegatto: donne con muso felino e ricoperte di pelliccia, grandi come bambine di cinque anni.
- Draghi della Fortuna o Fortunadraghi (Glücksdrachen): fra gli animali più rari di Fantàsia, sono creature gioiose e dal canto melodioso; Fùcur, fedele compagno di Atreiu durante il suo viaggio, appartiene a questa specie. Diversamente dalla maggior parte dei draghi, con cui sono comunque imparentati, i Draghi della Fortuna non eccellono in forza fisica o arti magiche (pur potendo sputare un fuoco blu), bensì sono dotati di un'incredibile fortuna, e riescono inoltre a volare pur non avendo le ali. Il romanzo spiega anche che i Draghi della Fortuna sono esseri "di fuoco e aria", e assorbono aria, calore e nutrimento dall'aria attraverso le squame, il che rende inutile per loro mangiare, e rischiano di morire se immersi in acqua per più di qualche minuto. Sono inoltre in grado di volare dormendo. Verso la fine del libro, si scopre un'altra loro particolarità rarissima. I draghi della fortuna possono capire le altre voci della gioia, perché esse sono tutte imparentate fra loro. Fucùr infatti è in grado di comprendere le voci dei serpenti delle acque della vita.
- Geliuri (Eisbolde): alcuni geliuri sono descritti nel XII capitolo, come esseri giganti estremamente lenti, tanto da metterci diversi anni per fare un solo passo; vivono sulle Montagne del Destino, luogo inabitabile per qualsiasi altra forma di vita, e credono quindi di essere l'unica specie vivente al mondo. Altri geliuri sono però citati insieme con altre creature nei capitoli VIII (tra gli abitanti del Paese della Mala Genìa) e XIX (tra i seguaci di Bastiano quando si dirige verso la Torre d'Avorio).
- Incubini (Nachtalb): possono avere varie forme e dimensioni; l'unico descritto nel libro assomiglia a un grosso bruco ricoperto di pelliccia nera, con due mani rosa e occhi rotondi.
- Minuscolini (Winzlinge): esserini tanto minuscoli da poter costruire intere città sui rami degli alberi.
- Mordipietra o Mordiroccia (Felsenbeißer): creature umanoidi alte intorno ai tre metri, apparentemente fatte di pietra e dai denti simili a scalpelli d'acciaio; sono molto longevi e si nutrono di roccia, un boccone della quale basta a sfamarli per settimane o mesi. Il loro luogo natio è il Monte Forato. Il Mordipetra più famoso è quello che appare ad inizio libro, e che nei media successivi ha una moglie e un figlio noto come Junior.
- Ombricoli: creature fatte solo di ombra.
- Omini d'Inchiostro: creature la cui esistenza viene solo accennata (uno dei medici che visitano l'Infanta Imperatrice all'inizio del libro è infatti un Omino d'Inchiostro); si tratta probabilmente di piccoli omini fatti d'inchiostro, con tanto di calamaio portato appresso.
- Pelleverde (Grünhäute) o Erbiani (Grasleute): popolo che vive nel Mare Erboso, a cui appartiene Atreiu. Hanno una carnagione olivastra e capelli di un nero bluastro, che vengono lasciati crescere sia dalle donne sia dagli uomini e a volte raccolti in lunghe trecce. Sono analfabeti - la loro è una cultura orale - e conducono una vita piuttosto primitiva e dura, incentrata sulla raccolta e sulla caccia con arco e frecce. Le loro prede sono i possenti Bufali di Porpora, che i Pelleverde ritengono di poter cacciare solo accettando di poter perdere a loro volta la vita nello scontro.
- Sassafrani: esseri con la particolare caratteristica di "invecchiare al contrario": nascono vecchi e muoiono neonati.
- Trolli di Corteccia (Borkentroll): creature simili a degli alberi animati, che vivono nel Bosco Frusciante; quando sono immobili è impossibile distinguerli da un albero vero e proprio. Di indole tranquilla ma scherzosa, si divertono spesso a giocare "tiri birboni" ai viandanti, approfittando delle loro doti mimetiche. Tre di questi Trolli, colpiti in vari modi dal Nulla (uno ha un buco nella pancia, a un altro manca la metà inferiore e del terzo si vede solo la parte destra e manca la sinistra) vengono incontrati da Atreiu nel terzo capitolo del libro. Il personaggio di Barky (apparso nel terzo film e nella serie animata) appartiene a questa razza.
- Trolli Quattro Quarti o Temperamenticoli: esseri dal collo lunghissimo, con una testa con quattro facce, una sempre felice, una arrabbiata, una triste e una assonnata; girando la testa esprimono il loro stato d'animo attuale.
- Yskalnari: sono gli abitanti della città di Yskal; il loro nome nella lingua locale significa "quelli che stanno insieme". Hanno l'aspetto di omini molto piccoli, dall'aspetto dolce e silenzioso e dalla carnagione marrone scura; gli uomini portano la barba, le donne elaborate pettinature, ma a parte questo sono pressoché indistinguibili l'uno dall'altro. Lavorano i giunchi e sono abili navigatori del Mare delle Nebbie. Parlano raramente, preferendo usare il pensiero con il quale, oltre a comunicare, riescono a muovere le imbarcazioni dirigendole verso la rotta voluta. Tale dote, unita all'aspetto pressoché identico, favorisce uno spiccato senso di gruppo a scapito dell'individuo, tanto che sono incapaci di pensare se stessi come individui, ma solo come collettività. Se ciò favorisce l'armonia, impedisce però gli affetti e l'attaccamento nei confronti di parenti e amici, tanto che la stessa scomparsa di uno di loro è vissuta con assoluta indifferenza, dato che nessuno è unico, speciale o insostituibile.